# 1. Bundesliga Snooker 2006/07
Die 1. Bundesliga Snooker 2006/07 war die neunte Spielzeit der höchsten deutschen Spielklasse im Snooker. Sie begann am 2. September 2006 und endete am 13. Mai 2007.
Deutscher Meister wurde nach 2000 zum zweiten Mal der 1. SC Breakers Rüsselsheim. Titelverteidiger Berlin belegte den vierten Platz.

## Abschlusstabelle
| Platz | Mannschaft           | S  | G  | U | V  | Punkte | Partien |
| ----- | -------------------- | -- | -- | - | -- | ------ | ------- |
| 1     | Breakers Rüsselsheim | 14 | 11 | 0 | 3  | 22     | 80:46   |
| 2     | Barmer BF            | 14 | 10 | 0 | 4  | 20     | 78:48   |
| 3     | PSC Kaufbeuren       | 14 | 10 | 0 | 4  | 20     | 77:49   |
| 4     | 1. Berliner SV (M)   | 14 | 9  | 0 | 5  | 18     | 64:62   |
| 5     | 1. SC Essen          | 14 | 7  | 0 | 7  | 14     | 72:54   |
| 6     | 1. Münchner SC (N)   | 14 | 5  | 0 | 9  | 10     | 55:71   |
| 7     | BG Viersen (N)       | 14 | 3  | 0 | 11 | 6      | 48:78   |
| 8     | SC Hamburg (N)       | 14 | 1  | 0 | 13 | 2      | 30:96   |

| Legende | Legende                                     |
| ------- | ------------------------------------------- |
|         |                                             |
| S       | Gespielte Spiele                            |
| G       | Siege                                       |
| U       | Unentschieden                               |
| V       | Niederlagen                                 |
|         | Absteiger in die 2. Bundesliga              |
| (M)     | Titelverteidiger                            |
| (N)     | Neuzugang, Aufsteiger aus der 2. Bundesliga |

## Kreuztabelle
Die Kreuztabelle stellt die Ergebnisse aller Spiele dieser Saison dar. Die Heimmannschaft ist in der linken Spalte, die Gastmannschaft in der oberen Zeile aufgelistet.
|                      | BRÜ | BBF | PSC | BSV | SCE | MSC | BGV | SCH |
| -------------------- | --- | --- | --- | --- | --- | --- | --- | --- |
| Breakers Rüsselsheim |     | 4:5 | 4:5 | 8:1 | 5:4 | 8:1 | 7:2 | 8:1 |
| Barmer BF            | 4:5 |     | 6:3 | 7:2 | 7:2 | 7:2 | 5:4 | 8:1 |
| PSC Kaufbeuren       | 6:3 | 4:5 |     | 4:5 | 6:3 | 5:4 | 7:2 | 7:2 |
| 1. Berliner SV       | 4:5 | 7:2 | 5:4 |     | 7:2 | 5:4 | 7:2 | 5:4 |
| 1. SC Essen          | 3:6 | 6:3 | 2:7 | 4:5 |     | 9:0 | 7:2 | 8:1 |
| 1. Münchner SC       | 3:6 | 1:8 | 3:6 | 5:4 | 4:5 |     | 8:1 | 8:1 |
| BG Viersen           | 4:5 | 5:4 | 4:5 | 7:2 | 1:8 | 3:6 |     | 9:0 |
| SC Hamburg           | 3:6 | 2:7 | 1:8 | 4:5 | 0:9 | 3:6 | 7:2 |     |